# Овчарица (рид)
Вижте пояснителната страница за други значения на Овчарица.
Овчарица или Чобан (на гръцки: Τσοπάν, Цопан) e нeвисока и сравнително необширна планина в Беломорска Тракия западно от делтата на река Марица, в най-южните ниски възвишения на Родопите. Склоновете ѝ се спускат плавно към Бяло море между Фере и Дедеагач. Простира се западно от първия и северно от втория град.
Издига се до 420 m над морското равнище и хребетът ѝ има продълговата форма. Името ѝ идва от добрата паша, която многобройните стада на българските овчари, християни и мюсюлмани са намирали по нея. Тук са гара Бадама и старите български села Яна (Еникьой), Кърка, Дервент и други. Ридът Гелебек я свързва с основната част на югоизточните Родопи.